# Dynamite (album de Jermaine Jackson)
Pour les articles homonymes, voir Dynamite (homonymie).
Albums de Jermaine Jackson
Let Me Tickle Your Fancy
(1982) Precious Moments
(1986)
Singles
1. Dynamite (en)
Sortie : 4 avril 1984
2. Sweetest Sweetest
Sortie : juin 1984
3. When the Rain Begins to Fall
Sortie : 25 septembre 1984
4. Do What You Do (en)
Sortie : octobre 1984

Jermaine Jackson (aux États-Unis) ou Dynamite (dans le reste du monde) est le 10e album studio de Jermaine Jackson, sorti le 14 avril 1984. Il s'agit du premier album de Jermaine Jackson sous le label Arista Records, juste après avoir quitté la Motown.
Parmi les singles qui sont extraits de l'album, figurent When the Rain Begins to Fall, duo avec Pia Zadora qui atteint la première place des hit-parades de plusieurs pays, dont le Top 50 en France, et Do What You Do (en), numéro un en Belgique et le classement Billboard Adult Contemporary aux États-Unis. Sur l'album figure également des collaborations avec ses frères Michael Jackson, Tito Jackson et Randy Jackson, ainsi que Whitney Houston. 
C'est l'un des plus grands succès commerciaux de Jermaine Jackson. L'album s'est vendu à plus de 900 000 exemplaires aux États-Unis et a été certifié disque d'or aux États-Unis et au Canada.

## Historique et contenu
Jermaine Jackson est le premier des nombreux albums que Jackson a publiés avec le label Arista Records, après avoir quitté Motown, avec laquelle il avait travaillé pendant treize ans. L'album est sorti en dehors des États-Unis sous le titre Dynamite.
L'album comporte neuf pistes dans la version originale et est marqué par quelques collaborations, notamment avec certains des frères de Jermaine Jackson. Celui-ci interprète ainsi Tell Me I'm Not Dreamin' (Too Good to Be True) avec Michael Jackson, titre sur lequel Ray Parker, Jr. enregistre les parties de guitare. Randy Jackson joue des percussions sur Sweetest Sweetest et chante avec Tito Jackson sur Escape from the Planet of the Ant Men. 
Le titre Take Good Care of My Heart, est quant à lui un duo avec la chanteuse Whitney Houston, alors relativement inconnue, était également la face B du single Dynamite. La chanson est ensuite apparue sur le premier album éponyme de Whitney Houston, sorti le 14 février 1985.

### Singles
Dynamite est le premier single de l'album et devient le quatrième single de Jermaine Jackson à se classer au sein du top 20 aux États-Unis, atteignant la 15e place du Billboard Hot 100. Sur le plan international, la chanson connaît moins de succès, atteignant la 46e place en France et la 19e place en Nouvelle-Zélande. Le single suivant, Sweetest Sweetest est sorti en dehors des États-Unis et atteint notamment le top 10 en Belgique (Flandre) et le top 20 en Nouvelle-Zélande et aux Pays-Bas.
When the Rain Begins to Fall, interprété en duo avec Pia Zadora et enregistré à l'origine pour la bande originale du film Rock Aliens est sorti en single le 25 septembre 1984. Il est devenu l'un des singles les plus vendus des deux artistes. Bien qu'elle ait connu un succès moindre aux États-Unis et au Royaume-Uni (respectivement n° 54 et n° 68), la chanson s'est classée en tête des hit-parades de nombreux pays européens, dont l'Allemagne, la Belgique (Flandre), les Pays-Bas, la Suisse et la France. La chanson est également devenue disque d'or en Allemagne et disque de platine en France,. En raison du succès du single, il a été inclus dans les pressages ultérieurs de l'album.
Do What You Do (en), sorti en octobre 1984, est l'un des singles les plus vendus de Jermaine Jackson, atteignant le top 20 aux États-Unis, ainsi que le top 10 en Belgique (Flandre), en Irlande, aux Pays-Bas et au Royaume-Uni, où il a été certifié argent,. Il a également atteint la 12e place du Top 50 en France et la 40e place en Allemagne de l'Ouest.

## Réception

### Accueil critique
Jason Elias du site AllMusic attribue quatre étoiles à l'album dans une critique rétrospective, déclarant que l'album montre « une variante produite avec soin et sans effort du R&B/pop que Michael produit » et conclut : « Bien que Jermaine Jackson ne soit pas un album parfait, en dépit du chemin parcouru, c'est un album solide ».

### Accueil commercial
Jermaine Jackson est devenu le deuxième album de Jermaine Jackson ayant eu le plus de succès aux États-Unis, se classant à la 19e place du principal classement des albums Billboard 200 la semaine du 16 juin 1984 , — 13 places en dessous de Let's Get Serious — et devenant album R&B numéro un le 7 juillet 1984. Il a ensuite été certifié disque d'or aux États-Unis par la Recording Industry Association of America (RIAA) le 10 juillet 1984, dépassant les 900 000 exemplaires vendus. Il est également certifié disque d'or au Canada le 1er juillet 1984 par l'Association de l'industrie canadienne de l'enregistrement (CRIA).
En Europe, où l'album est sorti sous le titre Dynamite, il se classe à la 21e position aux Pays-Bas, 27e en Suède et à la 57e position au Royaume-Uni. L'album parvient à se positionner 38e en Nouvelle-Zélande.
Sur le plan international, il s'agit de l'album de Jermaine Jackson qui a connu le plus grand succès, se classant dans les palmarès de quatre territoires non américains.

## Liste des titres
| 1. | Dynamite (en)                                                                  | Andrew Goldmark, Bruce Roberts               | 6:01 |
| 2. | Sweetest Sweetest                                                              | Arthur Jacobson, Ellison Chase, Robin Lerner | 4:05 |
| 3. | Tell Me I'm Not Dreamin' (Too Good to Be True) (featuring Michael Jackson)     | Bruce Sudano, Jay Gruska, Michael Omartian   | 4:22 |
| 4. | Escape from the Planet of the Ant Men (featuring Tito Jackson & Randy Jackson) | David Batteau, Don Freeman                   | 5:04 |
| 5. | Come to Me (One Way or Another)                                                | Jermaine Jackson                             | 5:17 |
| 6. | Do What You Do (en)                                                            | Larry Di Tomaso, Ralph Dino                  | 4:46 |
| 7. | Take Good Care of My Heart (duo avec Whitney Houston)                          | Peter McCann, Steve Dorff                    | 4:17 |
| 8. | Some Things are Private                                                        | Sudano, Omartian                             | 4:05 |
| 9. | Oh Mother                                                                      | Elliot Willensky, Jackson                    | 4:48 |

| 1.  | Dynamite                                                                       | Goldmark, Roberts                            | 6:01 |
| 2.  | Sweetest Sweetest                                                              | Jacobson, Chase, Lerner                      | 4:05 |
| 3.  | Tell Me I'm Not Dreaming (Too Good to Be True) (featuring Michael Jackson)     | Sudano, Gruska, Omartian                     | 4:22 |
| 4.  | Escape from the Planet of the Ant Men (featuring Tito Jackson & Randy Jackson) | Batteau, Don Freeman                         | 5:04 |
| 5.  | When the Rain Begins to Fall (duo avec Pia Zadora)                             | Michael Bradley, Peggy March, Steve Wittmack | 4:06 |
| 6.  | Come to Me (One Way or Another)                                                | Jackson                                      | 5:17 |
| 7.  | Do What You Do                                                                 | Tomaso, Dino                                 | 4:46 |
| 8.  | Take Good Care of My Heart (duo avec Whitney Houston)                          | McCann, Dorff                                | 4:17 |
| 9.  | Some Things are Private                                                        | Sudano, Omartian                             | 4:05 |
| 10. | Oh Mother                                                                      | Willensky, Jackson                           | 4:48 |

| 11. | Dynamite (12" Mix)        | Goldmark, Roberts | 7:49 |
| 12. | Do What You Do (Club Mix) | Tomaso, Dino      | 5:38 |

| 11. | Sweetest Sweetest (Special U.S. Remix)                             | Jacobson, Chase, Lerner  | 5:24 |
| 12. | Come to Me (One Way or Another) (12" Remix Version)                | Jackson                  | 5:24 |
| 13. | Do What You Do (12" Remix Version)                                 | Tomaso, Dino             | 5:44 |
| 14. | Dynamite (12" Remix Version)                                       | Goldmark, Roberts        | 7:45 |
| 15. | When the Rain Begins to Fall (avec Pia Zadora - 12" Vocal Version) | Bradley, March, Wittmack | 5:24 |

## Crédits
- Jermaine Jackson - chants, percussions (pistes 2, 3, 4, 6), arrangements (pistes 1, 2)
- Michael Jackson - chants sur Tell Me I'm Not Dreamin' (Too Good to Be True)
- Randy Jackson - percussions sur Sweetest Sweetest, chants sur Escape from the Planet of the Ant Men
- Tito Jackson - chants sur Escape from the Planet of the Ant Men
- Whitney Houston - chants sur Take Good Care of My Heart, chœurs sur Sweetest Sweetest
- Ray Parker, Jr. - guitare sur Tell Me I'm Not Dreamin' (Too Good to Be True)
- David Williams - guitare sur Come to Me (One Way Or Another) et Take Good Care of My Heart
- Freddie Washington - basse sur Sweetest Sweetest
- Michael Landau - guitare sur Some Things Are Private
- Paul Jackson, Jr. - guitare (pistes 1, 2, 4, 7), arrangements (pistes 1, 2)
- Nathan East - basse (pistes 3, 8)
- John Barnes - claviers (pistes 1, 2, 4, 6, 7), synthés basses (pistes 1, 4), fairlight CMI (piste 10)
- Bill Bottrell - chœurs sur Escape from the Planet of the Ant Men, mixage (pistes 1 à 4 ; 6 à 9)
- Ernie Watts - saxophone sur Take Good Care of My Heart et Some Things Are Private

## Classements et certifications
| Classement (1984–85)          | Meilleure position |
| ----------------------------- | ------------------ |
| Australie (Kent Music Report) | 65                 |
| États-Unis (Billboard 200)    | 19                 |
| États-Unis (Top Black Albums) | 1                  |
| Nouvelle-Zélande (RIANZ)      | 38                 |
| Pays-Bas (Mega Album Top 100) | 21                 |
| Royaume-Uni (UK Albums Chart) | 57                 |
| Suède (Sverigetopplistan)     | 27                 |

| Classement (1984)             | Position |
| ----------------------------- | -------- |
| États-Unis (Top Black Albums) | 30       |

### Certifications
| Région                                | Certification | Ventes/Streams |
| ------------------------------------- | ------------- | -------------- |
| Canada (Music Canada)                 | Or            | 50 000^        |
| États-Unis (RIAA)                     | Or            | 500 000^       |
| ^Mise en rayon selon la certification |               |                |